# ژان-ماری استروب و دانیل اویه
ژان-ماری استروب و دانیل اویه (فرانسوی: Jean-Marie Straub et Danièle Huillet، زاده ۸ ژانویه ۱۹۳۳) و دنیل اویه (فرانسوی: Danièle Huillet، زاده ۱ مه ۱۹۳۶ – درگذشته ۹ اکتبر ۲۰۰۶) زوج کارگردان اهل فرانسه بودند که از سال ۱۹۶۳ تا ۲۰۰۶ میلادی که به فیلم‌سازی مشغول بودند.

## ساختار سینما
استروب که از سال ۱۹۵۸ در آلمان زندگی و کار کرده است، قدیس حامی سینمای مینیمالیستی به شمار می‌آید—سینمایی که وابستگی حداقلی به قراردادهای تکنیکی رسانه به‌عنوان یک شکل روایی دارد. به‌طور مشخص، این بدان معناست که او به استفاده مداوم از صدای مستقیم، نورپردازی طبیعی، تدوین و سبک‌های دوربین غیرروایی، و البته بازیگران غیرحرفه‌ای متعهد بوده است.
استروب در دهه ۱۹۵۰ به‌عنوان دستیار روبر برسون فعالیت داشت و به‌شدت تحت تأثیر ریاضت تکنیکی او، به‌ویژه فیلم بانوان جنگل بولونی (Les Dames du Bois de Boulogne، ۱۹۴۵)، قرار گرفت. از لحاظ فلسفی، او سینما را بیشتر یک فرم مادی می‌داند تا یک فرم روایی. در حالی که فرم‌های روایی داستان‌هایی را روایت می‌کنند که باعث همذات‌پنداری مخاطب با شخصیت‌ها و رویدادهای خیالی می‌شوند، فرم‌های مادی می‌توانند تجربیات اولیه‌ای را برای مخاطب خلق کنند، نه تجربیات ثانویه یا نیابتی. تفاوت آن را می‌توان به این شکل توصیف کرد: در یک فیلم روایی، مخاطب داستانی درباره یک فرد دیوانه یا یک «کودک وحشی» می‌شنود، اما در یک فرم مادی، مخاطب به‌گونه‌ای در تجربه آشفتگی ادراکی و بیگانگی غوطه‌ور می‌شود که این حالات درک‌پذیر شوند.
در مسیر تحقق چشم‌انداز خود از سینمای ماتریالیستی، استروب همراه با همسرش دنیل هویه (۱۹۳۶–۲۰۰۶) مجموعه‌ای از فیلم‌های خارق‌العاده را خلق کرد که ساختارهای نور، فضا، و صدای آن‌ها به دقت ریاضی یک قطعه موسیقی نزدیک است. همان‌طور که در موسیقی، اثر هنری به همان اندازه که درباره موضوع خود است، درباره تجربه‌ای است که در لحظه برای شنونده خلق می‌شود، فیلم‌های استروب/هویه نیز به همان اندازه که «درباره» محتوای ظاهری‌شان هستند، «درباره» آنچه برای مخاطب هنگام تماشای آن‌ها رخ می‌دهد نیز هستند. به بیان دیگر، این فیلم‌ها با ریاضت و خویشتن‌داری خود خلائی ایجاد می‌کنند که مخاطب باید آن را با تجربه اولیه و شخصی زندگی خود پر کند، و به این ترتیب، به جای تشویق به همذات‌پنداری نیابتی با شخصیت‌ها و داستان‌های خیالی، او را به درون‌نگری وامی‌دارند.